# ヒューストン交響楽団

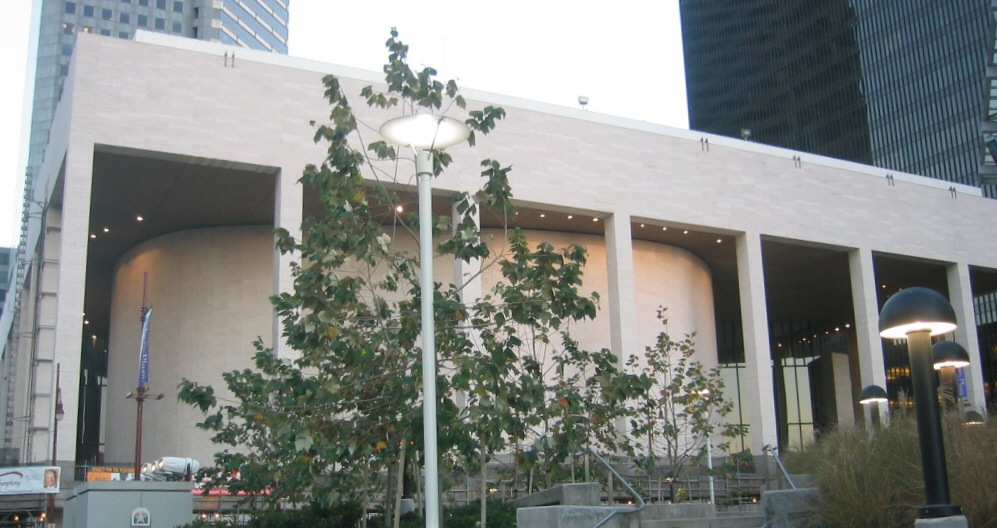
Jones Hall

ヒューストン交響楽団（Houston Symphony）は、アメリカ・テキサス州ヒューストンに本拠を置く、全米メジャーオーケストラのひとつ。

## 沿革
ヒューストン交響楽団は、1913年に設立された。1918年に第一次世界大戦による活動休止の後、1931年に楽団が再建される。1955年にストコフスキーが音楽監督に就任し、放送や録音で国際的知名度を上げた。1966年に本拠地のジョーンズ・ホールが完成し、バルビローリが落成記念公演を指揮している。1988年からエッシェンバッハが長く音楽監督として在任し、一流シェフとしての手腕を磨き上げるとともに、公演数、聴衆動員数の増加など大きな実績を残した。

## 歴代音楽監督・首席指揮者
- ジュリアン・ポール・ブリッツ(1913 - 1916年）
- ポール・ベージュ(1916 - 1918年）
- ユリエル・ネスポーリ(1931 - 1932年）
- フランク・セント・レーガー(1933 - 1935年)
- エルンスト・ホフマン(1935 - 1947年)
- エフレム・クルツ(1948 - 1954年)
- フェレンツ・フリッチャイ(1954 - 1954年)
- トーマス・ビーチャム(1954 - 1955年)
- レオポルド・ストコフスキー(1955 - 1961年)
- ジョン・バルビローリ(1961 - 1967年)
- アンドレ・プレヴィン(1967 -1969年)
- ローレンス・フォスター(1971 - 1978年)
- セルジュ・コミッショーナ(1980 - 1988年)
- クリストフ・エッシェンバッハ(1988 - 1999年)
- ハンス・グラーフ(2001 - 2013年)[2]
- アンドレス・オロスコ＝エストラーダ(2014 - 2022年)
- ユライ・ヴァルチュハ(2022年 - )[3]

## ディスコグラフィ
代表的なレコーディングとして、ストコフスキー指揮でショスタコーヴィチの交響曲第11番、エッシェンバッハ指揮でブルックナーの交響曲第6番などがある。